# Habib Thiam
Habib Thiam (ur. 21 stycznia 1933 w Dakarze, zm. 26 czerwca 2017) – senegalski polityk i sportowiec, wieloletni minister, w latach 1981–1983 oraz 1991–1998 premier Senegalu.

## Życiorys
Urodził się w 21 stycznia 1933 roku w Dakarze, w ówczesnej Francuskiej Afryce Zachodniej.
W młodości trenował pływanie. W latach 1954–1958 dwukrotnie był mistrzem Francji w pływaniu na dystansie 200 metrów, osiągał również sukcesy w sztafecie 4x100 metrów. W 1957 na ostatniej pre-Uniwersjadzie zdobył, jako reprezentant Francji, brązowy medal na 200 metrów.
Swoją karierę polityczną związał z Socjalistyczną Partią Senegalu (PSS).  W 1963 wszedł w skład senegalskiego rządu, w latach 1964–1967 był ministrem planowania i rozwoju, następnie w latach 1967–1973 pełnił obowiązki ministra gospodarki wiejskiej. W 1973 został wybrany posłem do Zgromadzenia Narodowego. 1 stycznia 1981, po objęciu przez dotychczasowego premiera Abdou Dioufa funkcji prezydenta, Thiam objął urząd premiera Senegalu. Obowiązki pełnił do 3 kwietnia 1983, kiedy nowym premierem został Moustapha Niasse, także polityk Partii Socjalistycznej.
W latach 1983–1984 był przewodniczącym Zgromadzenia Narodowego Na stanowisko premiera powrócił po przywróceniu urzędu premiera w Senegalu 8 kwietnia 1991 i pełnił swoje obowiązki przez 7 lat do 3 czerwca 1998 kierując rządem wielopartyjnym z udziałem dotychczasowej opozycji. Jego następcą został Mamadou Lamine Loum, również polityk rządzącej Partii Socjalistycznej.
Był autorem zbioru esejów o polityce, Par devoir et par amitié, wydanych w 2001.
Zmarł 26 czerwca 2017.